# Sajópálfala
Sajópálfala község Borsod-Abaúj-Zemplén vármegye Miskolci járásában.

## Fekvése
A Sajó völgyében fekszik, a megyeszékhely Miskolctól 12 km-re északkeletre.
A közvetlenül határos települések: északkelet felől Szikszó, dél felől Arnót, délnyugat felől Szirmabesenyő, északnyugat felől pedig Sajóvámos. Közúti kapcsolata azonban csak Arnóttal és Sajóvámossal van, mindkettővel a 2617-es út köti össze.
Közösségi közlekedéssel a Volánbusz által üzemeltetett 3706-os busszal közelíthető meg.

## Története
A települést 1320-ban említik először, akkor még Pálfalva néven. Az Ákos nemzetség birtoka volt, a nemzetség egyik Pál nevű tagjáról kaphatta a nevét. A Rákóczi-szabadságharc után ruszinokkal telepítették be újra a települést.

## Közélete

### Polgármesterei
- 1990–1994: Ifj. Kozma János (független)[3]
- 1994–1998: Kovács Tamás (független)[4]
- 1998–2002: Kovács Tamás (független)[5]
- 2002–2006: Kovács Tamás (független)[6]
- 2006–2010: Kovács Tamás (független)[7]
- 2010–2014: Fekete Zoltán (független)[8]
- 2014–2019: Fekete Zoltán (független)[9]
- 2019–2024: Fekete Zoltán (független)[10]
- 2024– : Fekete Zoltán (Fidesz-KDNP)[1]

## Népesség
A település népességének változása:
| Lakosok száma | 722  | 726  | 728  | 690  | 698  | 694  | 706  |
|               | 2013 | 2014 | 2015 | 2021 | 2022 | 2023 | 2024 |

2001-ben a település lakosságának 99%-a magyar, 1%-a cigány nemzetiségűnek vallotta magát.
A 2011-es népszámlálás során a lakosok 88,6%-a magyarnak, 0,3% németnek, 7,4% ruszinnak mondta magát (11,4% nem nyilatkozott; a kettős identitások miatt a végösszeg nagyobb lehet 100%-nál). A vallási megoszlás a következő volt: római katolikus 36,6%, református 8,7%, görögkatolikus 29,4%, evangélikus 0,3%, felekezeten kívüli 4,3% (20,7% nem válaszolt).
2022-ben a lakosság 95,3%-a vallotta magát magyarnak, 12,3% ruszinnak, 0,6% németnek, 0,3% szlováknak, 0,3% románnak, 0,1% görögnek, 0,1% bolgárnak, 2,3% egyéb, nem hazai nemzetiségűnek (4,6% nem nyilatkozott; a kettős identitások miatt a végösszeg nagyobb lehet 100%-nál). Vallásuk szerint 30,1% volt római katolikus, 8,3% református, 27,8% görög katolikus, 0,1% egyéb keresztény, 0,3% evangélikus, 0,1% ortodox, 4,6% felekezeten kívüli (27,9% nem válaszolt).

## Nevezetességei
- Görögkatolikus templom könnyező Szűz Mária-kegyképpel. Az 1700-as évek elején történt (1717. január 6–február 16.), hogy a falu templomában lévő nagy méretű Mária-kép "izzadott és siránkozott, az az, hogy a' boldogságos Szent Szűznek jobb és bal szemén barna, vagy is sötét színű tseppek láthatók valának, és hogy sem a' tsikorgó hidegben meg nem fagytak, sem a' fűtött kályha mellett egész éjjel lévén meg nem száradtak". A könnyezést a helybeli paróchus vette észre és vezeklésre, bűnbánatra szólította fel híveit. A csodás eseményt a görögkatolikus püspökség helytartója jelentette levélben gróf Erdődy Gábor Antal akkori egri püspöknek. Erdődy Gábor Antal püspök az ilyen esetekben szokásos hivatalos vizsgálatot lefolytatta, s elrendelte, hogy a képet hozzák el Egerbe, ahol azt "hasonló több képekkel együtt" őrizet alá helyezte. A vizsgálat során tizenhét tanút hallgattak ki eskü alatt, helybelieket és környékbeli lakosokat. A sajópálfalai tanúk leszármazottai, a Bilasz, Jozefa, Kocur, Viszokay, Csabovszky, Cserni, Popovják, Rácz, Szakács családok tagjai ma is élnek a faluban. A sajópálfalai Mária-kép véres könnyezése egyike volt a 17-18. század fordulóján több helyen feljegyzett Mária-jelenéseknek.

## Galéria

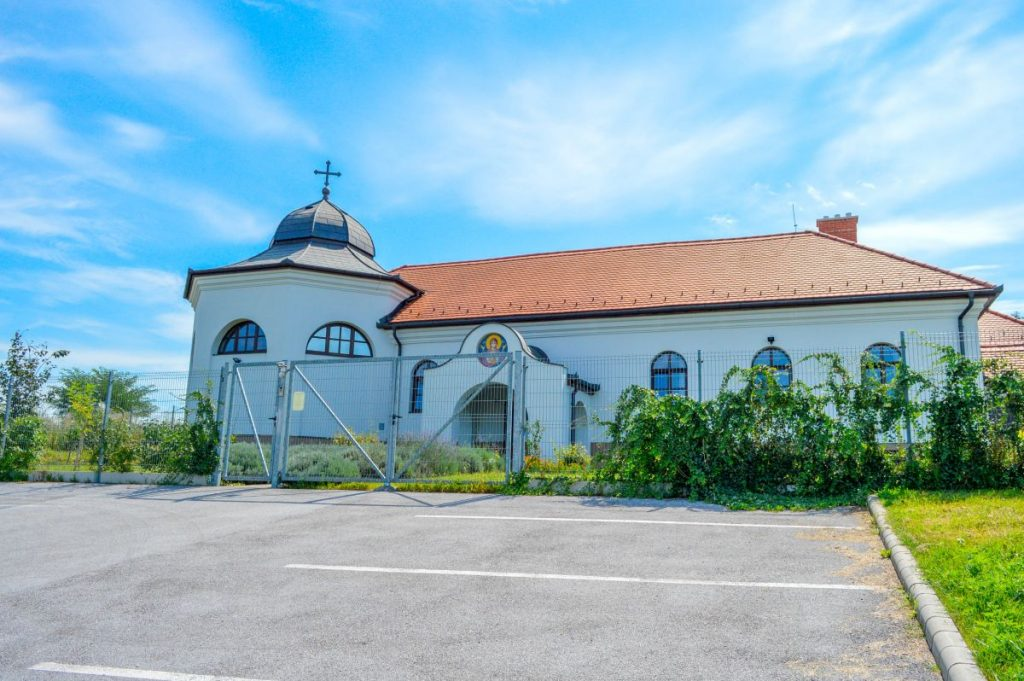
Kenethozók monostor
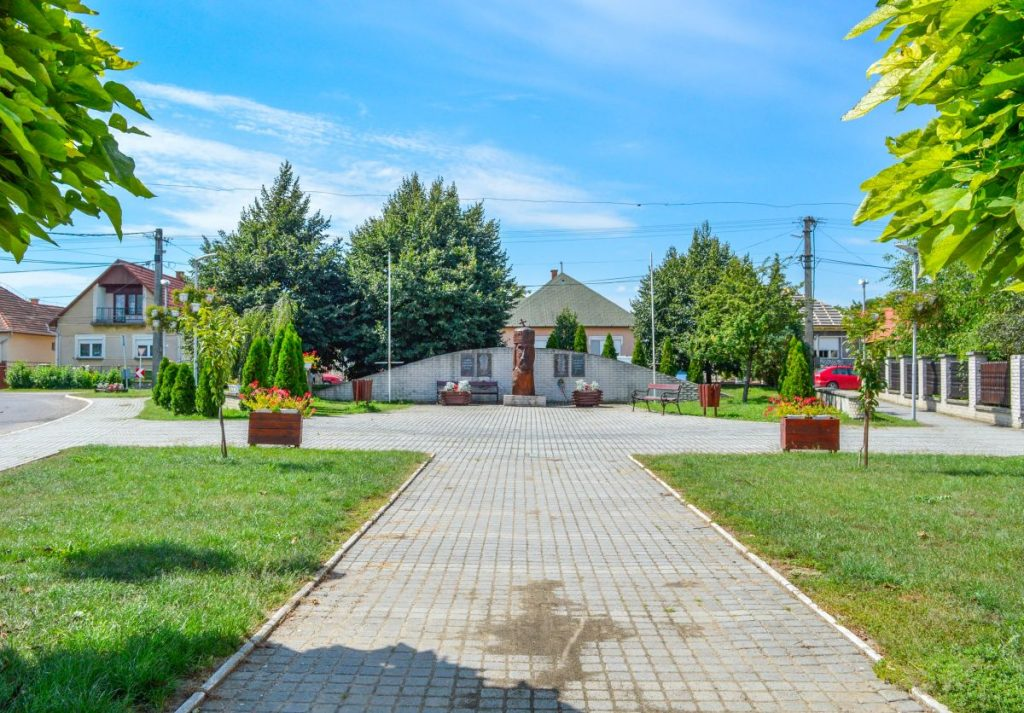
Szabadság tér
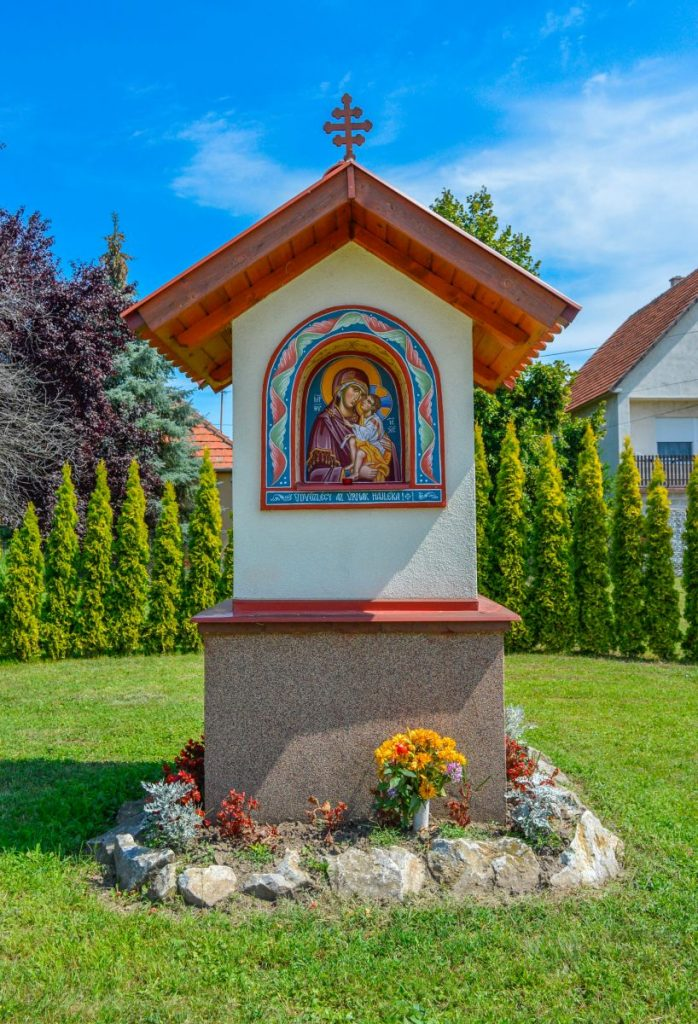
Emlékmű
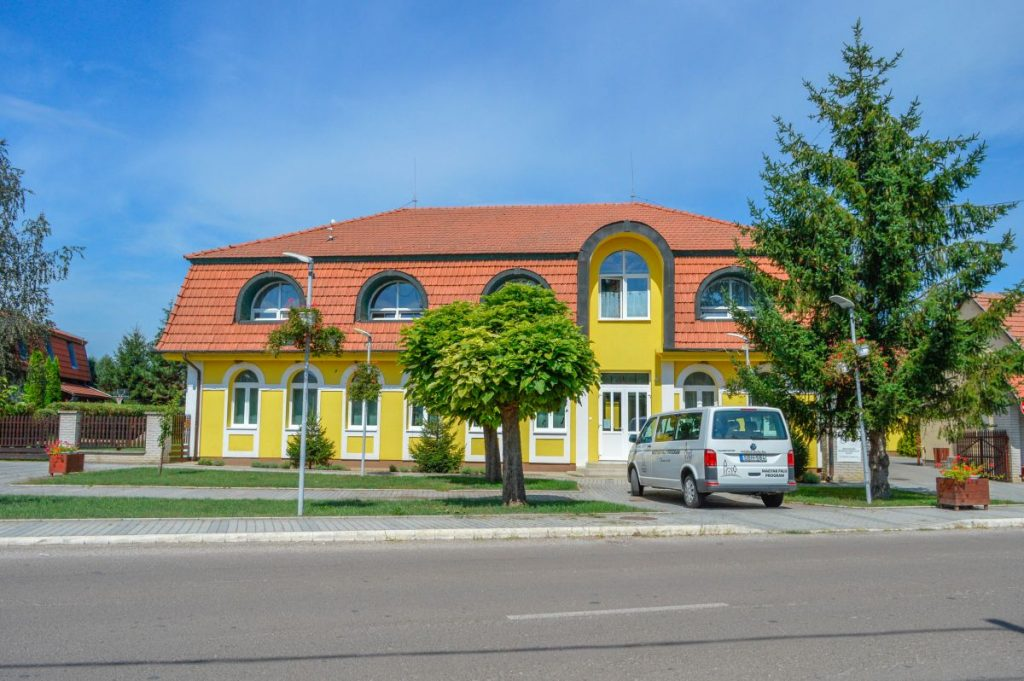
Községháza épülete

## Külső hivatkozások
- Hivatalos oldal
- A könnyező kegykép